# Scironis
Scironis là một chi nhện trong họ Linyphiidae.